# Bjergkæde
En bjergkæde (også kaldet cordillera, sierra eller serra) er en gruppe af bjerge (ofte aflang), der normalt er forårsaget af pladetektoniske fænomener. For eksempel er Himalaya i Asien resultatet af, at den indiske plade skyder sig ind under den asiatiske plade.
Bjergkæderne på oceanbunden er derimod dannet ved, at pladerne fjerner sig fra hinanden, sådan at flydende magma kan vælde op fra havbunden. Her er den midtatlantiske ryg et godt eksempel.

## Bjergkæder

### Afrika
- Ahaggar
- Atlasbjergene

### Asien
- Alborz
- Altai
- Himalaya
- Kaukasus
- Karakorum
- Pontiske bjerge (Tyrkiet)
- Taurus
- Zagros
- Uralbjergene

### Australien
- Australske alper
- Great Dividing Range
  - Blue Mountains
- Musgrave Range
- New England Range
- Macdonnell Ranges

### Europa
- Alperne (Frankrig, Italien, Schweiz, Østrig, Slovenien)
  - Jurabjergene
- Appenninerne (Italien)
- Karpaterne (Central- og Østeuropa)
- Mittelgebirge (Tyskland)
- Penninerne (England)
- Pyrenæerne (Frankrig, Spanien)
- Skandinaviske bjerge (Kølen) (Norge, Sverige)
- Taunus (Tyskland)
- Vogeserne (Frankrig)

### Nordamerika
- Rocky Mountains (vestlige USA og Canada)

### Sydamerika
- Andesbjergene